# Sulcospira housei
Sulcospira housei е вид коремоного от семейство Pachychilidae.

## Разпространение
Видът е разпространен във Виетнам, Камбоджа, Лаос, Мианмар и Тайланд.